# Aeropuerto de Sibulán
El Aeropuerto de Sibulán (en filipino: Paliparan ng Sibulan, en cebuano: Tugpahanan sa Sibulan) (IATA: DGT, OACI: RPVD) es un aeropuerto que sirve de principal punto de conexión de la ciudad de Dumaguete, en la provincia de Negros Oriental en las Filipinas.
El aeropuerto se encuentra situado en el municipio de Sibulán, cerca de la frontera con Dumaguete, tomando en nombre de aquella población.

## Aerolíneas y destinos
- Cebu Pacific | Cebú, Manila
- Philippine Airlines | Manila